# Andrena gasparella
Andrena gasparella är en biart som beskrevs av Patiny 1998. Andrena gasparella ingår i släktet sandbin, och familjen grävbin. Inga underarter finns listade i Catalogue of Life.